# 227065 Romandia
227065 Romandia este o planetă minoră (asteroid), cu un diametru de 9,476 km, din centura de asteroizi. A fost descoperită pe 1 aprilie 2005 la Jura-Observatorium⁠(d) de Michel Ory⁠(d). 
Obiectul prezintă o orbită caracterizată de o semiaxă mare de 3,9468983737044 UAi, o excentricitate de 0,1, o înclinație de 4,3 ° în raport cu ecliptica.